# Абатство Валман
Абатство Валман (на френски: Abbaye de Valmagne, официално наименование „Abbaye Sainte-Marie de Valmagne“) е историческо бенедиктинско, а впоследствие цистерцианско абатство, в близост до езерото То (Thau) и селището Вилверак (Villeveyrac), регион Лангедок-Русийон, департамент Од, Южна Франция, на около 40 километра югозападно от Монпелие. Основано е през 1138 г., и съществува до 1790 г. когато е национализирано по време на Френската революция. През 1947 г. получава статут на исторически паметник, препотвърден през 1997 г. Понастоящем бившето абатство е частна собственост, но е отворено за туристически посещения.

## История
Абатството е основано през 1093 г. от 1138 от Раймон Тренкавел, виконт на Безие. Първите монаси са бенедиктинци и идват от абатство Ардорел (Ardorel). През 1144 г. монашеската общност преминава към Цистерцианския орден. През 1159 г. папа Адриан IV потвърждава тази принадлежност и през следващите столетия монасите живеят съобразно правилата на Свети Бернар от Клерво.
Цистерцианското абатство Валман бързо става важен религиозен център и преживява бурен разцвет в резултат на щедрите дарения които получава от поклонниците и от местната аристокрация. Според регистри от началото на тринадесети век, като собственост на абатството са споменати хамбари в Cres, Marcouine, Vayrac Fondouce, Meze (Рибарство То), Saint-Martin-de-la-Garrigue, няколко мелници между Paulhan и Aumes, както и множество градски и селски къщи и земеделски земи – ниви и лозя. През 1257 г. е изградена нова готическа църква на мястото на по-малка църква от римско време. През периода дванадесети до началото на четиринадесети век, абатство Валман е едно от най-богатите в южната част на Франция, с около 300 монаси.
По време на Стогодишната война, започва период на упадък. През 1348 г. чумната епидемия, известна като Черната смърт опустошава региона; много монаси умират, а други бягат от абатството. По същия начин, преминаването на големи войски и наемници води до опустошаване и плячкосване на абатството. През 1477 г. управлението на абатството преминава към външни абати-комендатори, които се назначават от краля, а не от членовете на монашеското братство. Това води до западане на религиозния живот и намаляване на доходите поради липса на интерес у комендаторите за укрепване на повереното им абатство. По време на религиозните войни, абатството е почти изоставено. През 1575 г. абатството е опустошено от войски на хугенотите, които разбиват всички прозорци на църквата, и причиняват значителни щети на манастира.
Много монаси са избити по време на тези конфликти, и за около четиридесет години абатството остава пусто и се превръща в свърталище на крадци и разбойници.
Монасите се завръщат в манастира в началото на седемнадесети век, и започват неговото възстановяване. Църквата е поправена, а възстановителните работи в манастирския комплекс продължават до края на седемнадесети век.
През 1680 г. за абат-комендатор е назначен Пиер дьо Бонси, архиепископ на Нарбон и Тулуза и председател на Събранието на Лангедок, който си поставя за цел да превърне Валман в епископски дворец и да възстанови блясъка на абатството. Той построява красиво стълбище, обновява вътрешния двор с обходната галерия (клуатр) и създава обширна френска градина. През 1698 г. абатството е поверено на нов комендатор – Пиер Арман ла Кроа дьо Кастри, който е племенник на Бонси. В началото на следващия век, независимо че са извършени значителни работи по укрепване на църквата, финансовите ресурси се изчерпват, и абатството затъва в дългове. През последните години на осемнадесети век, монашеска общност се състои само от няколко монаси.
По време на Френската революция абатството е опустошено отново. Превзето е от местни селяни, които горят мебели, картини и архиви. През 1790 г. последните трима монаси напускат абатство Валман и търсят убежище в Барселона. Абатството е конфискувано от революционното правителство и става държавна собственост. То е продадено на търг през 1791 г. на местния земевладелец Грание-Жойес, който превръща църквата във винарска изба. През 1838 г. неговите наследници продават абатството на граф Анри Амеди дьо Турен, и до наши дни се предава в собственост на членове на фамилията Турен, които се занимават с лозарство и винопроизводство.
Абатството е класифицирано като исторически паметник на 11 април 1947 г., който статут е потвърден с последващи актове на 25 март 1994 г. и на 10 март 1997 г.
От 1975 г. абатството е отворено за туристически посещения. То е чест домакин на културни събития, класически концерти и банкети. През лятото в абатството се организира музикален фестивал. В абатството функционира и собствена винарна.

## Архитектура
Абатската църква, е в класически готически стил, изградена през 1257 г. на мястото на по-малка римска църква, с дължина 83 m и височина 23 m. Построена е от местен камък с лошо качество, поради което сградата е в сравнително лошо състояние, поради което за да се гарантира стабилността на църквата, някои от прозорците, както и разстоянието между колоните в наоса са зазидани със стени през седемнадесети век. Църквата е трикорабна със седем травеи, със скромна украса, характерна за храмовете на цистерцианците. В нея се съхраняват великански бъчви за вино.
От дванадесети век са запазени също монашеското крило, библиотеката, ризницата, залата на капитула и монашеската трапезария; останалата част от манастира датира от четиринадесети век.
В близост до южното крило на манастира, е разположена осмоъгълна ограда със серия от три арки от всяка страна, поставена върху единични колони, в центъра на която има басейн с фонтан, над който се простира пергола с висяща растителност.
На територията на абатството има няколко градини, сред които и градина за лекарствени растения, които някога са отглеждали самите монаси. Има и малка зимна градина.

## Вина Абеи дьо Валман
Цистерцианските монаси засаждат лозя около абатството през дванадесети век, и в продължение на векове произвеждат вино. В началото на деветнадесети век тогавашният собственик Грание-Жойес превръща манастирската църква във винарска изба, и през 1820 г., монтира в храма огромни бъчви от руски дъб, заради което църквата е наречена „катедрала на виното“. Произведените в абатството вина се изнасят за Мексико, а между двете световни войни, се продават в Париж. Днес „абатските“ лозя се разпростират върху 75 хектара, от които се произвеждат качествени бели и червени вина.

## Бира Абеи дьо Валман
Пивоварството също има многовековна история в абатство Валман. В миналото бирата била ежедневната напитка на монасите, докато виното се пазело за почивните дни и празниците, както и за гостите на манастира.
Едноименната абатска бира Abbaye de Valmagne се произвежда въз основа на лицензно споразумение от френската пивоварна „Brasserie d'Oc“ в гр. Мез, департамент Еро. Бирата е в стил белгийски дубъл ейл, и се прави с малц от ечемик, пшеница и овес; мътна, с тъмно-меден цвят и дебела пяна; с вкус и аромат на овесени ядки, мая, хмел и цветя; с алкохолно съдържание 6,5% об.